# Eulasia azarbaijanica
Eulasia azarbaijanica är en skalbaggsart som beskrevs av Rudolph Petrovitz 1980. Eulasia azarbaijanica ingår i släktet Eulasia och familjen Glaphyridae. Inga underarter finns listade i Catalogue of Life.